# غليندال (كولورادو)
غليندال (بالإنجليزية: Glendale, Colorado)‏ هي مدينة تقع في أرض مطوقة ومعزولة of مقاطعة أراباهو بولاية كولورادو في الولايات المتحدة. تأسست عام 1859، تبلغ مساحتها 1.4 (كم²)، وترتفع عن سطح البحر 1632 م، بلغ عدد سكانها 4184 نسمة في عام 2010 حسب إحصاء مكتب تعداد الولايات المتحدة .

## وصلات خارجية
- City of Glendale